# Майерс, Джером
Джером Майерс (англ. Jerome Myers; 1867—1940) — американский художник и писатель, связанный со школой Мусорных вёдер, особенно известный городскими пейзажами и жанровыми сценами. Был одним из главных организаторов Арсенальной выставки, прошедшей в 1913 году в Нью-Йорке.

## Биография
Родился 20 марта 1867 года в городе Питерсберг, штат Виргиния. Был одним из пятерых детей в семье Abram и Julia Hillman Myers. Его брат — Густав Майерс, стал видным журналистом и историком. Из-за частого отсутствия отца, воспитанием детей занималась мать. Переезжали по стране, проживая в Трентоне, Нью-Джерси и Филадельфии, Пенсильвания. Когда их мать тяжело заболела, некоторые дети были помещены в приемные семьи. Учитывая эти семейные трудности, Майерс в молодом возрасте подрабатывал, помогая семье; жил в Балтиморе, штат Мэриленд, затем переехал в Нью-Йорк.
Поселившись в Манхэттене в 1886 году, Майерс несколько лет работал как театральный художник, позже занимался гравировкой в компании, занимавшейся фотографией. В это время он начал посещать вечерние уроки рисования в школе Cooper Union и Лиге студентов-художников Нью-Йорка. Именно тогда у него проявился интерес к городской тематике. Около 1893 года, во время однодневной поездки на лодке по каналу Morris Canal, Джером впервые продал свою работу женщине, которая жила на яхте. Цена картины составила два доллара.
В 1895 году Майерс стал работать в художественном отделе газеты New-York Tribune. В 1896 году он побывал в Париже и по возвращении в Нью-Йорк, где арендовал квартиру под студию. Его соседом был другой американский художник — Эдвард Крамер (англ. Edward Adam Kramer), старше Джерома на год. Своё профессиональное образование он продолжал в европейских художественных центрах — Мюнхене, Берлине и Париже. Однажды к Крамеру для просмотра его работ зашел арт-дилер Уильям Макбет (англ. William Macbeth), которому Крамер посоветовал зайти в студию Майерса. У Джерома дилер приобрел две небольшие картины из его ранних нью-йоркских работ и попросил художника принести другие работы в свою галерею. В последующие годы, начиная с 1902, Майерс продавал свои работы через галерею Макбета, выставляясь также в групповых выставках на других площадках. Впервые в выставке он участвовал в апреле 1903 года в Colonial Club в Нью-Йорке. К июлю 1906 года Джером Майерс приобрёл репутацию художника, изображающего жизнь в различных районах Нью-Йорка, преимущественно в Нижнем Ист-Сайде.
За свои работы Майерс получил Altman Prize в 1931 и 1937 годах. Он был удостоен приза National Academy’s Carnegie Prize в 1936 году и медали Isidor Medal в 1938 году.
Умер 19 июня 1940 года в своей студии в Нью-Йорке после осложнений, полученных от падения. В 1941 году в музее американского искусства Уитни состоялась мемориальная выставка художника.

### Семья
В 1905 году Майерс женился на художнице Этель Майерс. У них родилась дочь — Вирджиния, известная американская танцовщица. После смерти мужа Этель большую часть своего времени посвятила популяризации творчества мужа — читала лекции о его работе на всей территории Соединенных Штатов под эгидой Американской федерации искусств (англ. American Federation of Arts).

## Труды
Работы художника находятся почти в ста художественных галереях и музеях Соединённых Штатов.

Некоторые работы
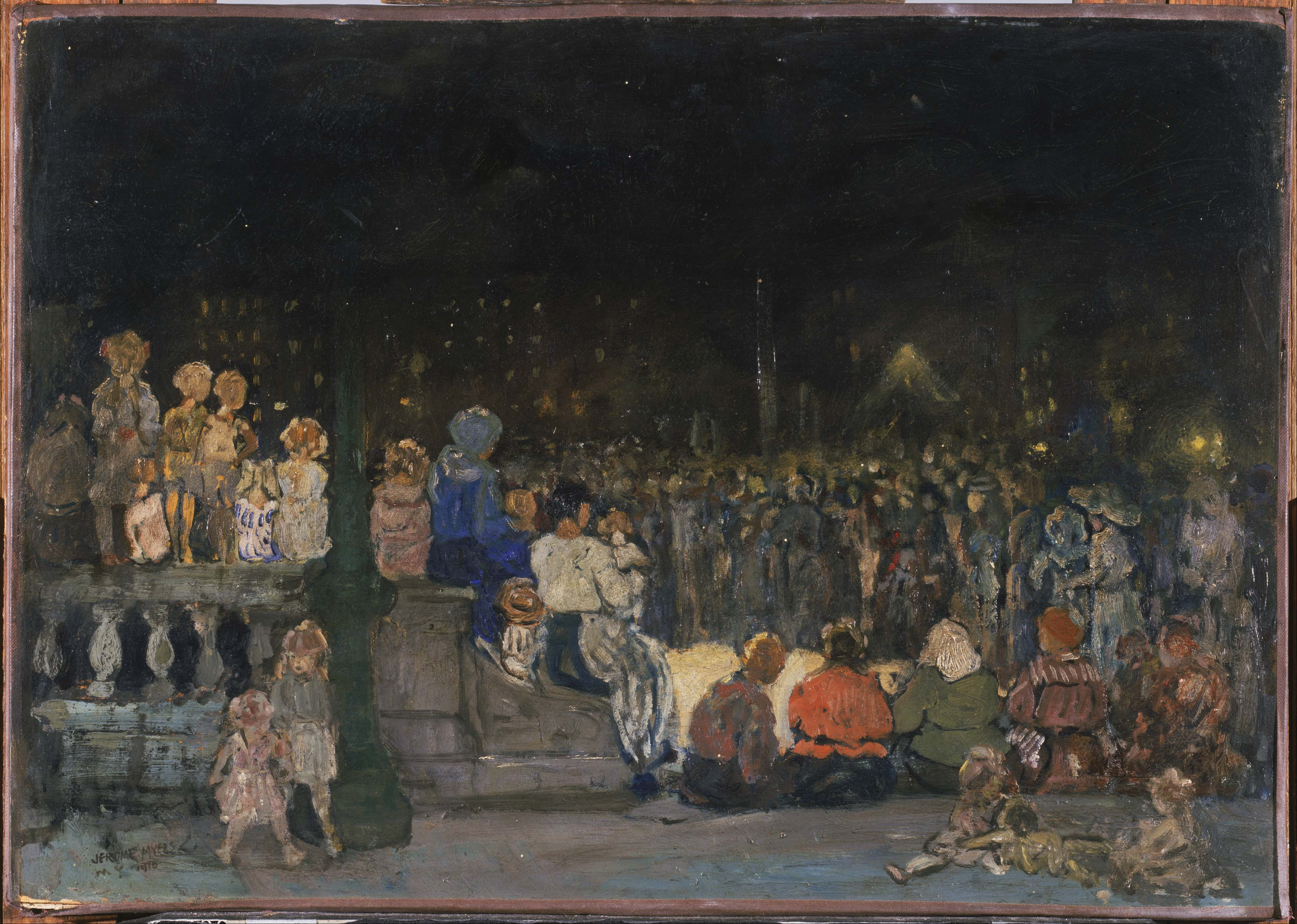
Band Concert Night, 1910
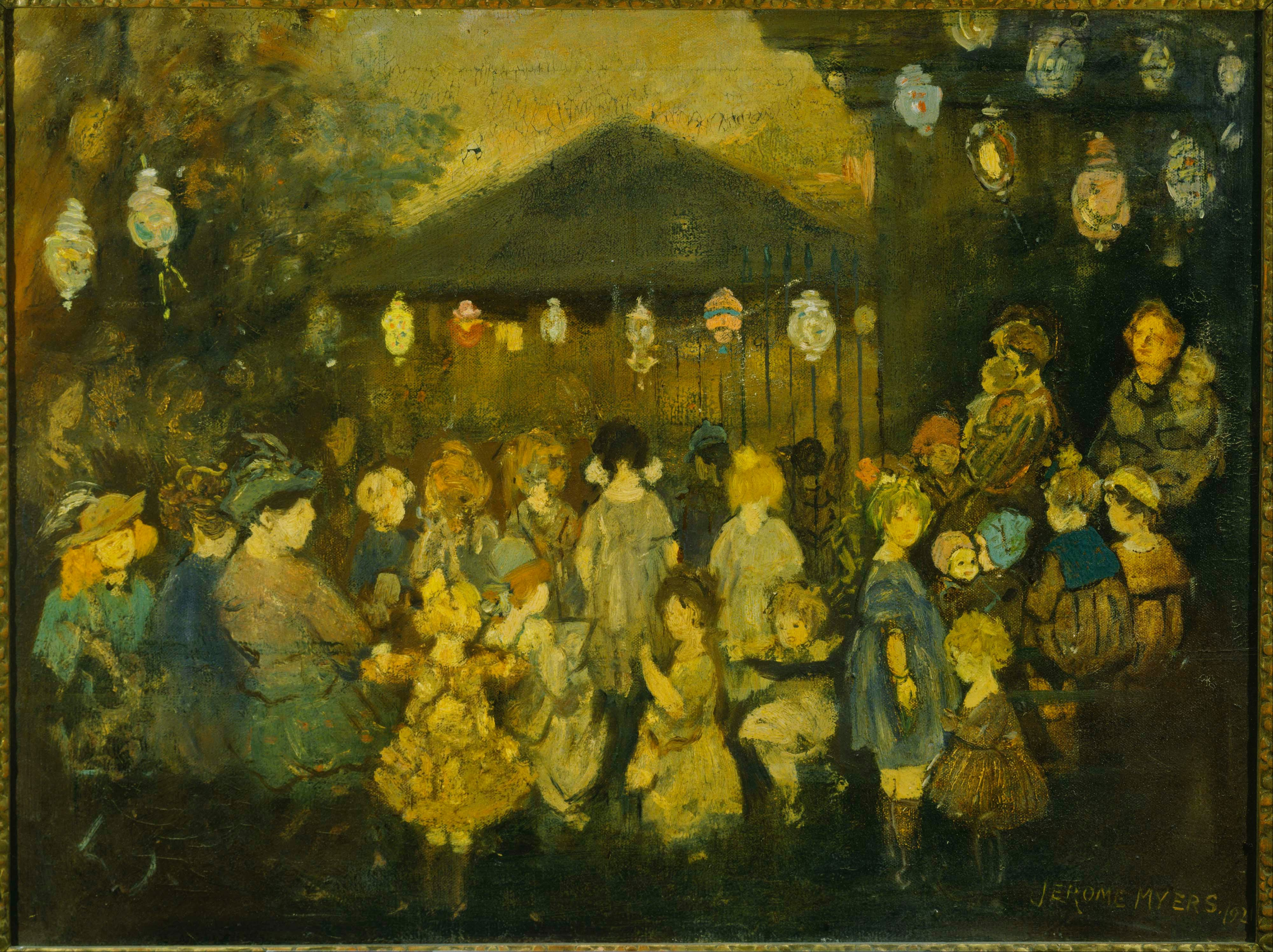
Waiting for the Concert, 1921
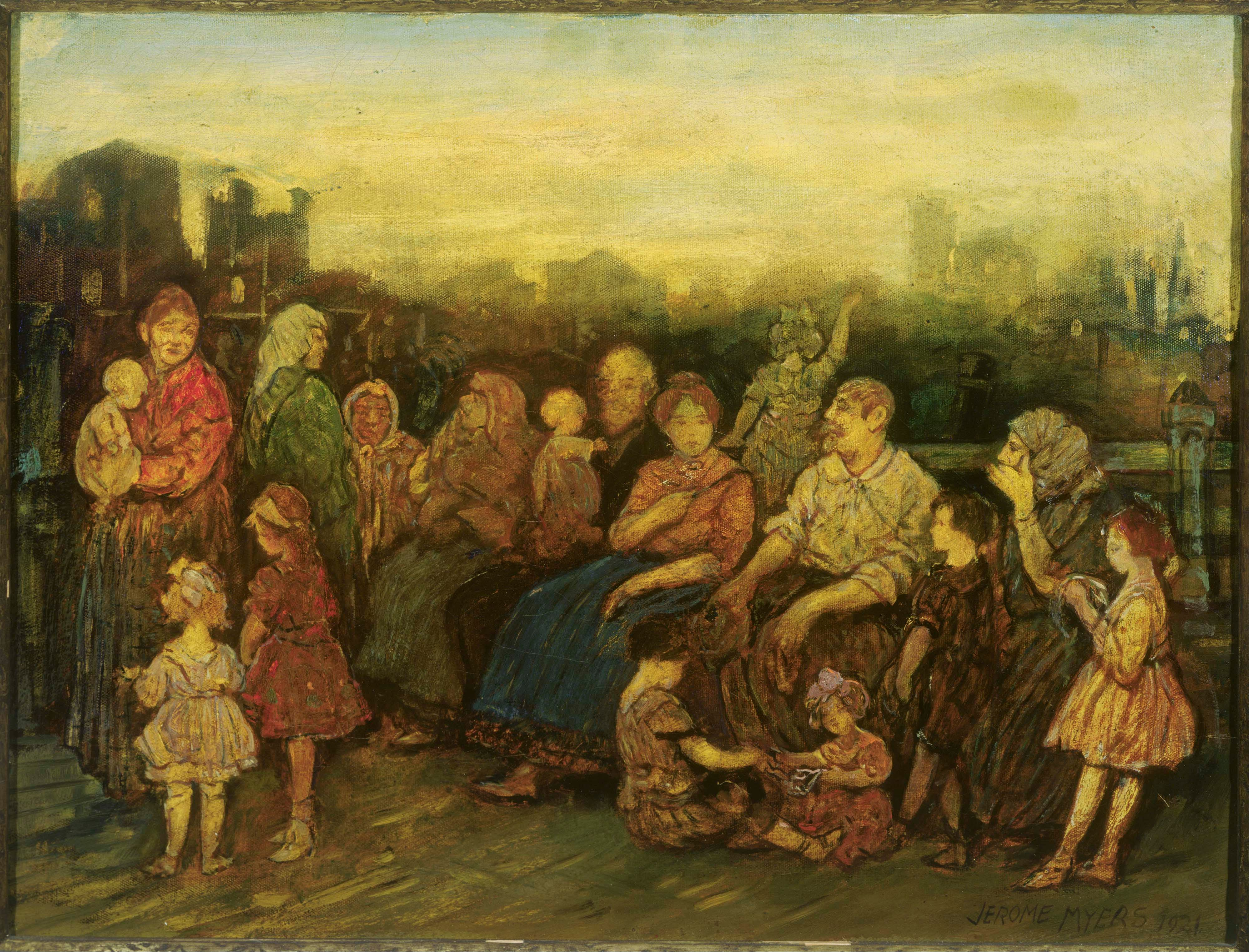
Evening on the Pier, 1921